# Уелско корги кардиган
Уелското корги кардиган (на английски: Cardigan Welsh Corgi) е порода кучета от овчарския вид, една от двете разновидности на уелското корги. Произхожда от Уелс. Тя е една от най-старите овчарски породи. Отнася се към дакелският тип кучета, към който принадлежат и дакелите. Породата съществува от над 3000 години. В началото се отглеждали само бяло-кафяво и бяло-червено мерле, но при кръстосването с колито се получават и трицветни и синьо-бели кучета. Фразата cor gi означава куче-джудже на уелски. Заради голямата си дължина в сравнение с малкото си тяло, в древни времена са наричали породата „дългото ярд куче“. Името на породата идва от графство Кардиганшър, Уелс, откъдето тя произлиза. В началото се използва основно като пазач на фермите, за направляване на стадата овце и крави, което тя прави като хапе животните по сухожилията и умело избягва ответния удар (тази техника е използвана и от уелското корги пембрук). Днес все още тези кучета се използват като овчарски, работни и като пазачи, но освен това те са и добри компаньони и се справят добре и в кучешки спортове като овчарско състезание и аджилити.
Кардиганът е ниско и дълго куче с изправени уши, поради което прилича на лисиче. Старият стандарт на AKC го описва като „немска овчарка с къси крака“. За разлика от уелското корги пембрук, чиято опашка често се купира, опашката на кардигана е дълга.
Кардиганите са високо интелигентни, активни и атлетични кучета. Понякога ги наричат „голямо куче в малко тяло“. Те имат определен кръг хора, с които се държат фамилиарно, докато към непознати са недоверчиви. Ако се социализират още като малки, те намират общ език с други кучета и домашни любимци.